# Touch of Pink
Touch of Pink es una película de comedia romántica de temática gay canadiense-británica, dirigida por Ian Iqbal Rashid y protagonizada por Jimi Mistry, Kyle MacLachlan y Kristen Holden-Ried. La película toma su título de la película de Cary Grant That Touch of Mink.

## Argumento
Alim es un joven gay nacido en Kenia y criado en Toronto, Canadá. Se mudó a Londres para alejarse de su educación musulmana conservadora. Cuando su madre viuda, Nuru, anuncia una visita no planificada que implica quedarse con él, crea dificultades en la relación con su novio Giles porque deben fingir que solo son compañeros de piso y obliga a Alim a lidiar con salir del armario con su madre. Mientras tanto, Alim tiene un amigo imaginario que aparece como Cary Grant y le da consejos a Alim cuando está en problemas; desafortunadamente, el consejo a menudo parece resultar en más problemas.

## Reparto
- Jimi Mistry como Alim
- Suleka Mathew como Nuru Jahan
- Kristen Holden-Ried como Giles
- Kyle MacLachlan como el espíritu de Cary Grant
- Veena Sood como Dolly
- Brian George como Hassan
- Liisa Repo-Martell como Delia
- Raoul Bhaneja como Khaled
- Malika Méndez como Sheruba
- Linda Thorson como la madre de Giles
- Andrew Gillies como Raymond
- Dean McDermott como Alisdair Keith

## Recepción
Touch of Pink se estrenó en el Festival de Cine de Sundance de 2004 con gran éxito, una guerra de ofertas y, finalmente, una venta a Sony Pictures Classics.
La película recibió críticas mixtas en su estreno en cines; el consenso afirma: "Kyle MacLachlan hace una muy buena imitación de Cary Grant en esta historia forzada y artificial".
La película recaudó 564.535 dólares a nivel nacional y 16.520 a nivel internacional, para un total mundial de $ 581.055$.

## Banda sonora
- "Sailing on the Real True Love" - Emilie-Claire Barlow
- "Loving the World" - Emilie-Claire Barlow
- "Lies of Handsome Men" - Cleo Laine
- "O Rama" - Susheela Raman
- "Nagumomo" - Susheela Raman
- "Summer Son" - Texas
- "When You Want Me" - Breakpoint feat. Jon Banfield
- "Tu Jahan Jahan Chalega" (de la película de Bollywood Mera Saaya) - Lata Mangeshkar
- "Xic" - Me and My
- "Concierto Grosso in a Minor-1st MVT" - Antonio Vivaldi